# Reserva Natural Marina de Cervera - Banyuls

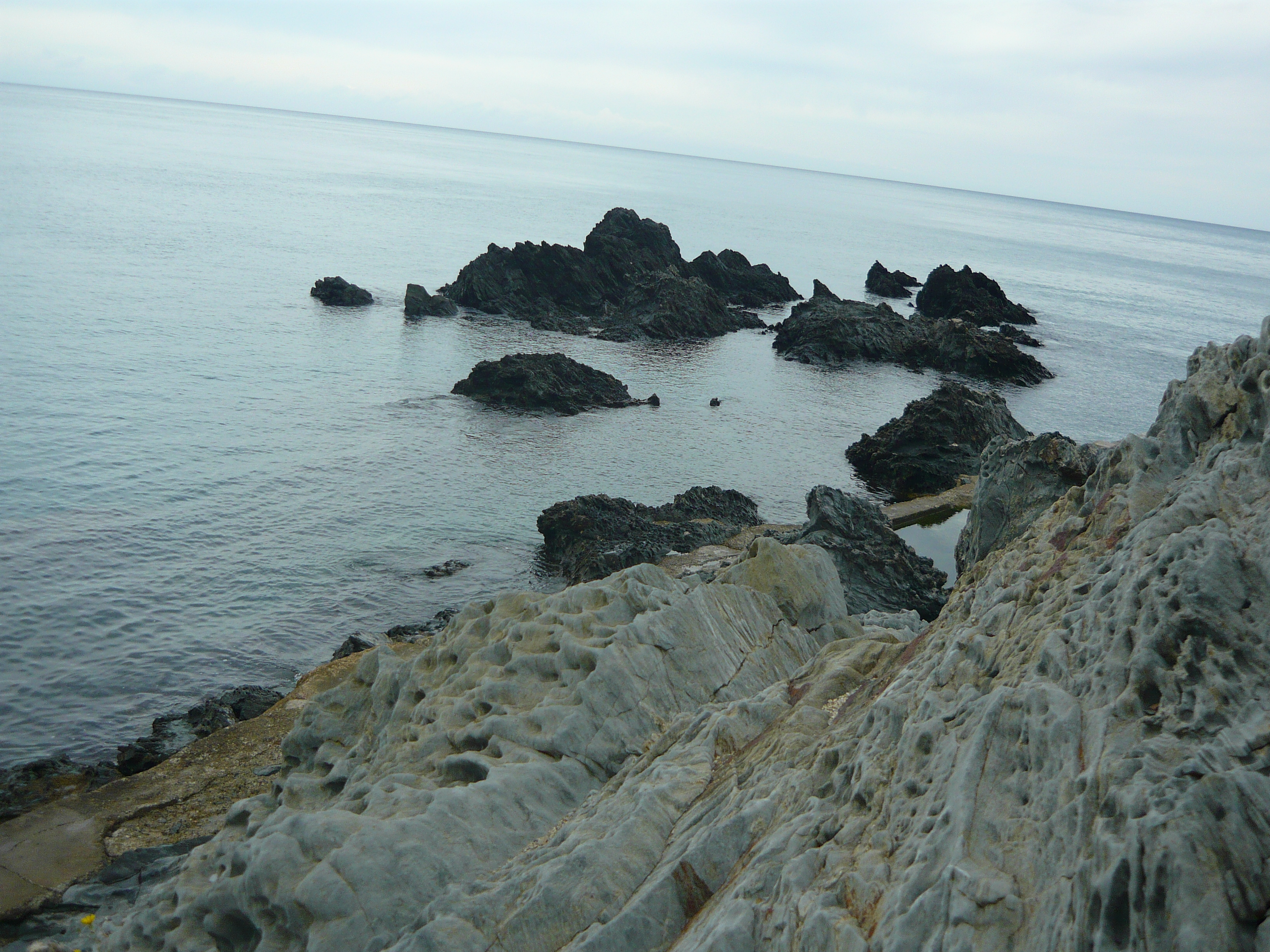
Una vista d'un fragment de la Reserva

La Reserva Natural Marina de Cervera - Banyuls és la primera reserva marina de l'estat francès. Fou creada el 1974, i forma part de les reserves naturals de l'estat francès (RNN9). Consta de 650 ha de mar entre Banyuls de la Marenda i Cervera de la Marenda.

## Localització
El territori de la reserva natural és a la comarca del Rosselló, a la Catalunya Nord, a la zona marítima de les comunes de Banyuls de la Marenda i Cervera de la Marenda. Està situada en el litoral de la Costa Vermella, al peu de la Serra de l'Albera, entre l'Illa Grossa i el Cap de Perafita, a prop de Cervera de la Marenda. Cobreix 650 ha de domini públic marítim, en una línia de costa d'uns 6,5 quilòmetres i una amplada d'uns 2 quilòmetres.
La plataforma continental és estreta i de fort pendent, amb fondos de 60 m a menys de 2 quilòmetres de la riba, mentre que més al nord, al Racó, d'Argelers de la Marenda, no es troben més que a 10 quilòmetres de la costa, amb fons sorrencs.
Les escorrenties de les aigües en els pendents de les muntanyes properes i el corrent marí liguroprovençal que porten molts al·luvions del Roine, així com els vents sovint violents són a l'origen de la presència a l'aigua de nombroses partícules minerals i orgàniques, que contribueixen a la riquesa de la fauna i la flora de l'indret.

## Història del lloc i de la reserva

### Protecció urgent

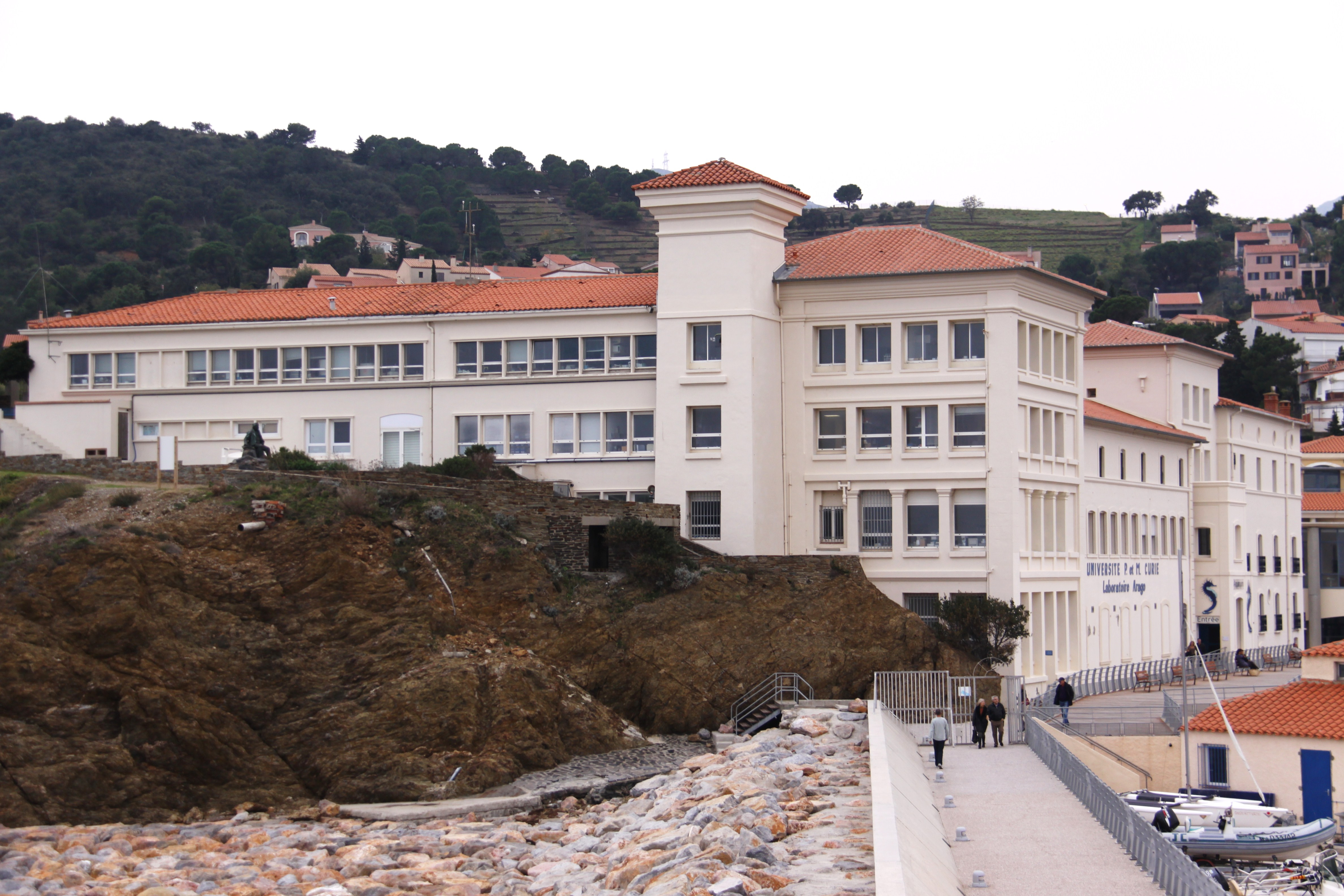
L'Observatori oceanològic Laboratori Aragó

Els anys 70, del segle xx, la creació de la reserva natural s'ha imposat per tal de frenar la destrucció de la costa pel turisme, la pesca i la pol·lució. La reserva tenia, doncs, com a missió urgent la de defensar les espècies amenaçades, d'ajudar en la recerca, de sensibilitzar tots els públics sobre l'entorn i d'afavorir de forma intel·ligent l'economia local.
La presència de l'Observatori oceanològic, amb qui està lligat científicament, ha permès d'estudiar els fons de la reserva natural i la gran biodiversitar que hostatgen.

### Una ecologia per a tothom
40 anys després, la fauna i la flora han recuperat la seva riquesa i la seva fecunditat, i la reserva té, encara, com a missió suplementària d'acollir, en un marc molt estricte, els estudiants per a estudis de la reserva marina, així com el gran públic en un camí submarí especialment preparat per tal de permetre-li de descobrir els fons marins amb seguretat total.

## Ecologia

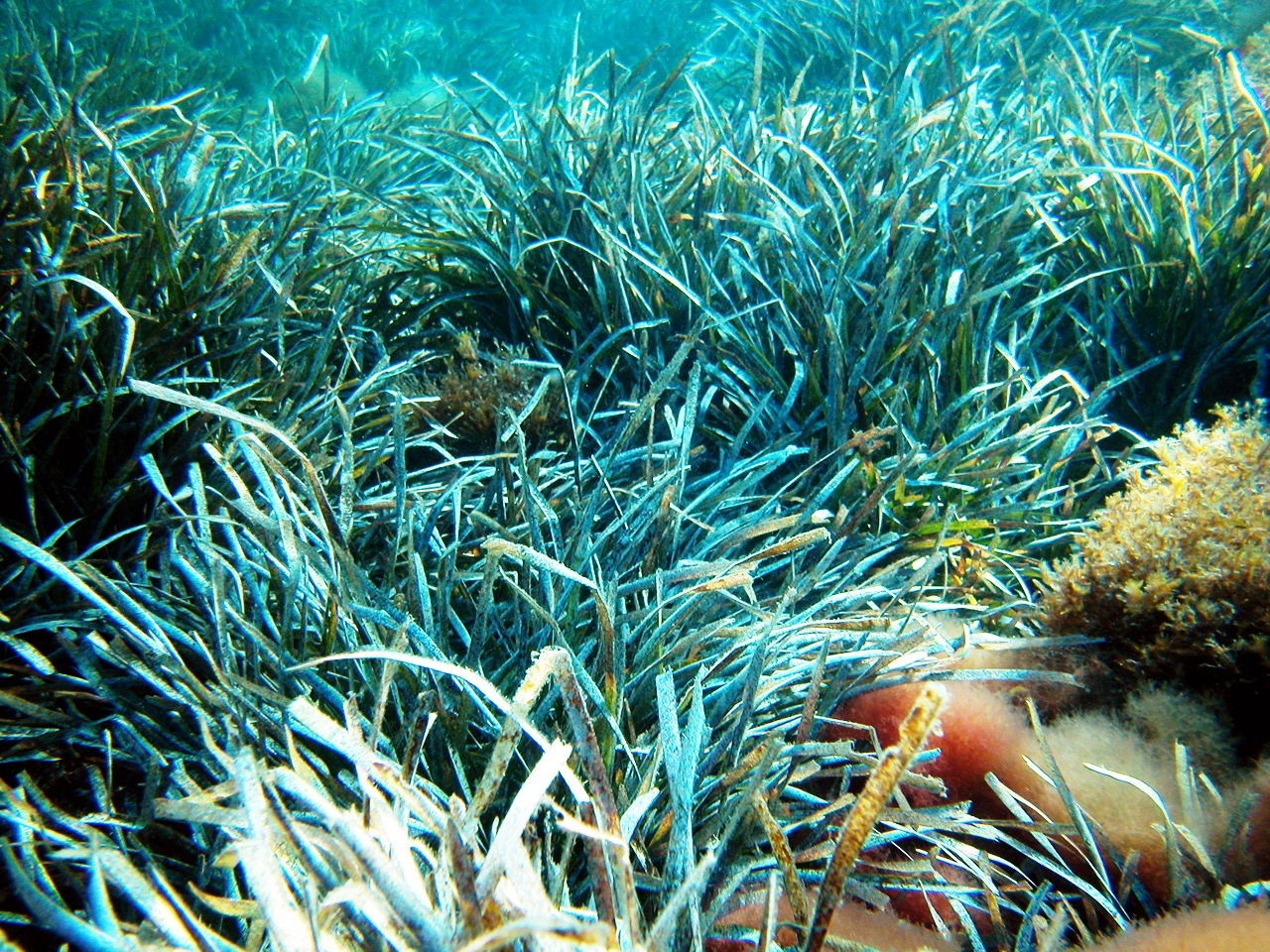
Aspecte d'una praderia de posidònia

La reserva natural conté els tres principals hàbitats mediterranis que tenen per base el desenvolupament de formes vives vegetals. Aquests hàbitats formen un paisatge submarí molt diversificat des del punt de vista de les unitats ecològiques més homogènies constituïdes ja sigui per tarteres i de blocs rocosos sorgits de l'erosió dels penya-segats, ja sigui de roques massives, lloc de vida de la major part de les espècies comunes de peixos. Aquests hàbitats són:
- El corredor de Lithophyllum: situat en la zona d'arribada de les onades, especialment en els indrets exposats als vents dominants, està format per un apilat d'algues calcàries, suport d'una multitud d'espècies animals i vegetals.
- Les praderies de posidònia: asseguren el seu paper de viver i lloc de reproducció per a diverses espècies. Són herbaris poc profunds, ja que la feble penetració de la llum tendeix a fer remuntar el seu límit inferior cap a la isòbata dels 15 metres.
- El coral·ligen: està molt ben desenvolupat essencialment a la prolongació dels caps, i forma múltiples fissures i cavitats. És l'hàbitat qui hostatja més espècies, de forma i de colors molt variats.

### Flora
La flora principal està constituïda per algues i praderies de posidònia: aquesta planta és propícia a la reproducció de les espècies de peixos, veritable viver protector. La cimodoceàcia està igualment present a la reserva.

### Fauna
Les espècies típiques de les costes rocoses mediterrànies hi són ben representades: guiules, serrans, molls, tords de Baillon, escórpores, salpes, cabots, congres... La creació de la zona de protecció reforçada, o reserva dita "integral", té igualment permès el manteniment d'anfosos en aquesta zona entre Banyuls i Cervera. Menys atrets pels roquissars, s'hi troben diverses espècies de llísseress, morrudes, orades, oblades, bonítols i altres pagells. Quant a espècies de més volum, diverses de dofins s'hi allotgen regularment. Hi ha hagut, de la mateixa manera, observacions de peixos espasa, barracudes o moles.
Els principals mol·luscs són: ostres, musclos, eriçons de mar, orelles de mar, pallegides o barretets, caragols punxents, escopinyes, Gibbula i gasteròpodes de mar. També s'hi troben polps i sèpies.
Els principals crustacis són: crancs, gambes, llamàntols, llagostes i Galathea.

## Interès turístic i pedagògic
La reserva natural disposa d'un camí submarí, zona balisada i protegida de les embarcacions motoritzades, vigilada per un socorrista les hores d'obertura. Es tracta d'un espai de vers 250 m de llarg, accessible des de la platja de Perafita, a la vora de la zona de protecció reforçada de Rederís.
Aquesta zona permet als visitants, proveïts de banyador, màscara i tubs, de descobrir un recorregut submarí preparat, que els permet d'admirar els fons típics de la reserva gràcies a boies, plafons d'informació submergits i fins i tot un sistema de tubs sonors que difonen comentaris audiofònics.

## Administració, pla de gestió, reglament
La reserva natural és gestionada pel Consell general dels Pirineus Orientals.

### Reglamentació
- La caça o pesca submarines són prohibides a l'interior del conjunt de la reserva.
- El capbussament és prohibit en el perímetre de la reserva integral, i autoritzat a la resta de la reserva marina.
- El bany és autoritzat dans l'ensemble de la réserve.
- La recollida de minerals i de fossils és prohibida en el conjunt de la reserva sense autorització per a finalitats científiques lliurada pel Prefecte, després de consulta al Comitè Consultiu.
- La circulació i l'estacionament de vaixells són reglamentats per l'ordre 1/2000 del 24/01/2000 del Prefecte marítim de la Mediterrània:
  - Circulació: màxim de 5 nusos a la banda contínua de 300 metres a partir de la costa, i màxim de 8 nusos a la resta de la reserva.
  - L'ancorat: prohibit a la reserva integrale, llevat de cas de força major, autoritzat amb àncora a la resta de la reserva o en boia segura a la zona del Cap de l'Abella.

#### Zona de protecció parcial
- Pesca reglamentada (talles de les captures, calibres i nombre d'hams)
- Busseig reglamentat
- Ancoratge reglamentat (zona d'ancoratge organitzat al Cap de l'Abella)
- Pesca submarina prohibida
- Recollida de marisc prohibida.

#### Zona de protecció reforçada
- Pesca prohibida
- Ancoratge prohibit
- Recollida de marisc prohibida
- Busseig amb ampolles prohibit
- Pesca submarina prohibida.

### Estatus jurídic
La reserva natural fou creada per un decret ministerial del 26 de febrer del 1974. Un decret del 6 de setembre del 1990 va crear la reserva natural marina.